# Війна на морі (Перша світова війна)
Війна на морі у ході Першої світової війни (1914–1918) — сукупність військових дій за часів Першої світової війни на морському просторі світового океану та прилеглій до узбережжя акваторії морів.
Бойові дії на морі характеризувалися, в основному, активними намаганнями флотів Союзників, які мали значну перевагу у силах та засобах, блокувати та обмежити військово-морські сили Центральних держав в їх спроможності прорвати блокаду та вирватися на океанський простір, а також утворити передумови для морської блокади Британських островів та Франції. Основними складовими у битвах на морському просторі були дії підводних човнів та рейдерів.
Планування та проведення військово-морських операцій у Першій світовій війні, зосереджувалися морськими командуваннями, в першу чергу, навколо необхідності забезпечення безпеки своїх морських комунікацій і блокування або підриву бойових можливостей супротивника. Зокрема, військово-морські сили союзних держав (британського Королівського флоту, військово-морських сил Франції, Російської імперії, Королівських ВМС Італії та меншою мірою ВМС США і Імперського флоту Японії) вживали стратегію, метою якої було утримання панування на морському просторі, максимальне забезпечення безперешкодної морської торгівлі і провадження морської блокади своїх опонентів.
Концептуальною основою ведення війни на морі ВМФ Центральних держав (Імператорських військово-морських сил Німеччини, ВМС Австро-Угорщини та Османського флоту) натомість було дотримання доктринального принципу «fleet in being»: надводні флоти Центральних держав, що чисельно поступалися супротивнику, практично не здійснювали спроби лобового зіткнення з основними силами ворога, але постійно утворювали потенційну загрозу своєю наявністю, намагаючись таким чином вимотати сили противника. Одночасно їх ВМС докладали максимум зусиль, використовуючи підводні човні, рейдери на торгових шляхах, підриваючи потенціал Союзників та змушуючи їх розпорошувати сили на пошук та протидію зухвалим атакам поодиноких кораблів супротивника.